# Túcume
Túcume és un jaciment arqueològic situat a 33 km al nord de la ciutat de Chiclayo, en la part baixa de la vall de La Leche, al nord-oest de Perú. Està formada per les restes de nombroses piràmides o huacas de tova, entorn d'una estructura rocosa coneguda com el turó La Raya. Va ser un dels centres administratius i cerimonials de la cultura sicán o lambayeque, i data del Segle XI. Va ser annexada successivament al regne chimú i a l'imperi incaic, mantenint-se vigent fins a l'època de la conquesta espanyola.

## Ubicació
El jaciment arqueològic es troba a 1 km a l'est de la petita ciutat de Túcume (que li dona el seu nom), en la part central de la província de Lambayeque, a la Regió de Lambayeque. S'alça al peu i envoltant part del turó El Purgatorio o La Raya, promontori rocós que fou lloc de culte.
El districte de Túcume va ser creat el 1894, entorn del poble que va ser encomanat a l'espanyol Juan Roldán Dávila el 1536 per Francisco Pizarro. L'any 1622, una inundació del riu La Leche va fer traslladar la ciutat a la seva ubicació actual. El districte, pla i a 43 metres sobre el nivell del mar, té 89,74 km², i forma part de la vall de Lambayeque, sent el més llarg de la costa nord del Perú.

## Història
El lloc va ser ocupat primer per la cultura Lambayeque, entre els anys 1000 i 1370 dC, després pels chimú, entre 1370 i 1470, i finalment pels inques, entre 1470 i 1532, època en què van arribar els espanyols.
La fundació de la ciutat, entre els anys 1000 i 1100, coincideix amb la caiguda de Batán Grande, a la vora del riu Chancay, que va ser cremada i abandonada en aquesta època.
El lloc va ser fundat per Naymlap, un heroi mític que va arribar del mar i va construir la ciutat amb ajuda dels camperols vilatans entorn del turó La Raya, una elevació rocosa que destaca enmig de la plana. Aquesta llegenda va ser recollida pel cronista espanyol Miguel Cabell Valboa en 1586.

El 1547 es trobava ja abandonat i arruïnat, segons ho va constatar en persona el cronista espanyol Pedro Cieza de León, que sobre aquest tema va apuntar el següent: 
| «                                                           | De este valle [se refiere al de Jayanca, al que describe previamente] se va al de Tuqueme, que también es grande y vistoso y lleno de florestas y arboledas, y asimismo dan muestra los edificios que tiene, aunque ruinados y derribados, de lo mucho que fue. | » |
| — Pedro Cieza de León, La Crónica del Perú, capítulo LXVII. | |   |

En el segle xx es van iniciar les recerques científiques. El 1930 Alfred Louis Kroeber va il·lustrar la seva descripció de Túcume amb un plànol. El 1939, Wendell C. Bennett va donar informes de les seves excavacions en el lloc. El 1951 Richard P. Schaedel va publicar un plànol elaborat per Antonio Rodríguez Suy a partir de fotografies aèries. El 1979 Hermann Trimborn va fer la primera anàlisi històrica i arqueològica que abastava tota l'àrea adjacent al turó La Raya fins a la Huaca Grande, en la perifèria oriental del poble.
En la dècada de 1990 el famós explorador Thor Heyerdahl, després de visitar el poble de Túcume, va iniciar un projecte de recerca (en la qual van participar els arqueòlegs Daniel Sandweiss i Alfredo Narváez), que ha culminat en la creació d'un museu, al costat de la Huaca 1, que alberga les restes més importants trobats en les ruïnes.

## El jaciment arqueològic
El jaciment arqueològic, al que la població local denomina El Purgatorio o Huaca La Raya, està format per dotzenes de piràmides prehispániques de considerable grandària, que ho converteixen en un dels jaciments arqueològics més grans d'Amèrica.
La piràmide Huaca Larga és la de major grandària amb 700 m de longitud, 270 m d'amplària i 30 m d'altura. A diferència de les piràmides egípcies, les piràmides americanes formen grans plataformes superposades i no acaben en punta, sinó que en el cim se situen els temples (piràmide trunca). Actualment les piràmides de Túcume, igual que d'altres similars de la costa nord peruana, es veuen amorfes, i simulen ser grans promontoris o turons naturals, quan en realitat tenien originalment formes geomètriques; això es deu als estralls de les pluges torrencials, que periòdicament assoten la regió com a efecte del fenomen meteorològic El Niño.
A aquestes piràmides s'accedia mitjançant rampes. Al peu es troben restes emmurallades i cementiris. Sobre algunes plataformes piramidals es troben construccions d'estil inca, evidència de la conquesta incaica de segle xv.
El material bàsic de construcció és la tova rectangular petita. Les parets estaven revocades i en alguns sectors pintades amb fileres d'aus i altres motius.
Entre aquestes nombroses piràmides o huacas destaquen les següents:
- Huaca del Pueblo o Huaca Grande, situada en la fita oriental del poble de Túcume.
- Huaca Mirador, anomenada així perquè des del seu cim es té una vista panoràmica de la vall.
- Huaca de las Estacas.
- Huaca Larga.
- Huaca Pintada.
- Huaca Las Balsas.